# Héctor Carretero
Héctor Carretero Milla (Madrigueras, provincia de Albacete, 28 de mayo de 1995) es un ciclista español que fue profesional entre 2017 y 2023.

## Trayectoria
Dio el salto a la máxima categoría en 2017 después de competir tres temporadas en el equipo amateur Lizarte. Consiguió varias victorias importantes en el campo amateur como la Clásica Ciudad de Torredonjimeno en 2016 o una etapa de la Vuelta a Palencia.
En 2022 cambió de aires y fichó por el Equipo Kern Pharma. La temporada anterior había logrado su única victoria en la Vuelta a Asturias y en 2023 puso fin a su carrera tras siete años como profesional. Entonces siguió ligado al ciclismo y se unió al Victoria Sports de categoría Continental para ejercer como director deportivo.

## Palmarés
2021
- 1 etapa de la Vuelta a Asturias

## Resultados en Grandes Vueltas
Durante su carrera deportiva ha conseguido los siguientes puestos en Grandes Vueltas:
| Carrera | Carrera         | 2017 | 2018 | 2019 | 2020 | 2021 | 2022 | 2023 |
| ------- | --------------- | ---- | ---- | ---- | ---- | ---- | ---- | ---- |
|         | Giro de Italia  | —    | —    | 88.º | 79.º | —    | —    | —    |
|         | Tour de Francia | —    | —    | —    | —    | —    | —    | —    |
|         | Vuelta a España | —    | —    | —    | —    | —    | Ab.  | —    |

—: no participa

Ab.: abandono

## Equipos
- Movistar Team (2017-2021)
- Equipo Kern Pharma (2022-2023)